# جواز الحج

جواز حج جزائري (2008)

جواز الحج هو جواز سفر مخصص فقط لأداء مناسك الحج في مكة المكرمة. لم يعد جواز السفر مستخدمًا، حيث طلبت السلطات السعودية جوازات سفر عادية منذ عام 2009.

## الدول المانحة
- أفغانستان
- الجزائر
- البحرين
- بنغلاديش (للمسلمين فقط)
- بروناي
- الصين (للمسلمين فقط)
- مصر
- إريتريا (للمسلمين فقط)
- الهند (للمسلمين فقط)
- إندونيسيا (للمسلمين فقط)
- إيران
- الأردن (تصدر أيضا جوازات أردنية مؤقتة مع جوازات للحج للمسلمين الإسرائييلين)
- الكويت
- لبنان (للمسلمين فقط)
- ليبيا
- ماليزيا (للمسلمين فقط)
- المالديف
- باكستان[3][4] (للمسلمين فقط بما فيهم سكان كشمير بستثناء الأحمديين)
- السلطة الفلسطينية (للعرب المسلمين فقط)
- الفلبين (للمسلمين فقط)
- المغرب
- الصومال[5]
- قطر
- السنغال
- سريلانكا (للمسلمين فقط)
- سوريا
- تايلاند (للمسلمين فقط)
- تونس
- الإمارات العربية المتحدة